# Курско (Ленинградская область)
Курско — деревня в Ям-Тёсовском сельском поселении Лужского района Ленинградской области.

## История
КУРСКО — деревня Кипинского сельского общества, прихода села Успенского.
 
Крестьянских дворов — 20. Строений — 166, в том числе жилых — 20. Четыре ветряных мельницы.

Число жителей по семейным спискам 1879 г.: 61 м. п., 71 ж. п.; по приходским сведениям 1879 г.: 65 м. п., 76 ж. п.

В конце XIX — начале XX века деревня административно относилась к Тёсовской волости 3-го стана 3-го земского участка Новгородского уезда Новгородской губернии.

КУРСКО — деревня Кипинского сельского общества, дворов — 34, жилых домов — 34, число жителей: 91 м. п., 89 ж. п. 

Занятия жителей — земледелие, выпас телят. Курское болото. Часовня. (1907 год)

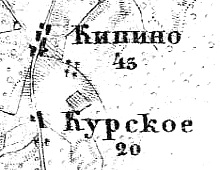
Деревня Курско на карте 1915 года

Согласно карте из «Исторического атласа Санкт-Петербургской Губернии» 1915 года деревня называлась Курское и насчитывала 20 крестьянских дворов и две ветряные мельницы.
С 1917 по 1927 год деревня Курско входила в состав Тёсовской волости Новгородского уезда Новгородской губернии.
С 1927 года, в составе Ям-Тёсовского сельсовета Оредежского района.
С 1928 года, в составе Пристанского сельсовета. В 1928 году население деревни Курско составляло 163 человека.
По данным 1933 года деревня Курско входила в состав Пристанского сельсовета Оредежского района.
C 1 августа 1941 года по 31 января 1944 года деревня находилась в оккупации.
С 1959 года, в составе Лужского района.
В 1965 году население деревни Курско составляло 37 человек.
По данным 1966 и 1973 годов деревня Курско также входила в состав Пристанского сельсовета Лужского района.
По данным 1990 года деревня Курско входила в состав Ям-Тёсовского сельсовета.
По данным 1997 года в деревне Курско Ям-Тёсовской волости проживали 9 человек, в 2002 году — 6 человек (все русские).
В 2007 году в деревне Курско Ям-Тёсовского СП проживали 3 человека, в 2010 году — 5, в 2013 году постоянного населения не было.

## География
Деревня расположена в восточной части района на автодороге 41К-659 (подъезд к дер. Курско и Пищи).
Расстояние до административного центра поселения — 6 км.
Расстояние до ближайшей железнодорожной станции Чолово — 20 км.

## Демография
| 1879 | 1909 | 1928 | 1965 | 1997 | 2007 | 2010 |
| ---- | ---- | ---- | ---- | ---- | ---- | ---- |
| 132  | ↗180 | ↘163 | ↘37  | ↘9   | ↘3   | ↗5   |
| 2013 | 2017 |      |      |      |      |      |
| ↘0   | →0   |      |      |      |      |      |

## Улицы
Центральная.